# Bulgarische Eishockeyliga 1974/75
Die Saison 1974/75 war die 23. Spielzeit der bulgarischen Eishockeyliga, der höchsten bulgarischen Eishockeyspielklasse. Meister wurde zum insgesamt zehnten Mal in der Vereinsgeschichte der HK ZSKA Sofia.

## Modus
Der Erstplatzierte der Hauptrunde wurde Meister.

## Hauptrunde
|    | Klub                 |
| -- | -------------------- |
| 1. | HK ZSKA Sofia        |
| 2. | Lewski-Spartak Sofia |
| 3. | Chimik Stara Sagora  |
| 4. | HK Slawia Sofia      |
| 5. | Metalurg Pernik      |
| 6. | Akademik Sofia       |
| 7. | Minjor Pernik        |
| 8. | Lokomotive Sofia     |
| 9. | DZS Elin Pelin       |